# .mq
.mq (Francês: Martinique) é o código TLD (ccTLD) na Internet para a Martinica.